# Gustavo Biscayzacú
Gustavo Javier Biscayzacú (Montevideo, 5 ottobre 1978) è un allenatore di calcio ed ex calciatore uruguaiano, di ruolo attaccante.

## Caratteristiche tecniche
Gioca come attaccante.